# Rickey Medlocke
 Rickey Medlocke  é um guitarrista estadunidense, mais conhecido como o frontman/guitarrista da banda de southern rock Blackfoot, e mais recentemente, como um dos guitarristas do Lynyrd Skynyrd. Rickey foi membro do Lynyrd Skynyrd brevemente em 1970 como baterista, tendo ajudado na composição de algumas músicas presentes no álbum Skynyrd's First and...Last. Retornou a banda como guitarrista em 1996 substituindo o guitarrista Ed King.